# فلزهای دیرگداز
| H                   |    |    |    |    |    |    |    |    |    |    |    |    |     |    |     |    |     | He  |  |
| Li                  | Be |    |    |    |    |    |    |    |    |    |    |    | B   | C  | N   | O  | F   | Ne  |  |
| Na                  | Mg |    |    |    |    |    |    |    |    |    |    |    | Al  | Si | P   | S  | Cl  | Ar  |  |
| K                   | Ca | Sc |    | Ti | V  | Cr | Mn | Fe | Co | Ni | Cu | Zn | Ga  | Ge | As  | Se | Br  | Kr  |  |
| Rb                  | Sr | Y  |    | Zr | Nb | Mo | Tc | Ru | Rh | Pd | Ag | Cd | In  | Sn | Sb  | Te | I   | Xe  |  |
| Cs                  | Ba | La | *  | Hf | Ta | W  | Re | Os | Ir | Pt | Au | Hg | Tl  | Pb | Bi  | Po | At  | Rn  |  |
| Fr                  | Ra | Ac | ** | Rf | Db | Sg | Bh | Hs | Mt | Ds | Rg | Cn | Uut | Fl | Uup | Lv | Uus | Uuo |  |
|                     |    | *  | Ce | Pr | Nd | Pm | Sm | Eu | Gd | Tb | Dy | Ho | Er  | Tm | Yb  | Lu |     |     |  |
|                     |    | ** | Th | Pa | U  | Np | Pu | Am | Cm | Bk | Cf | Es | Fm  | Md | No  | Lr |     |     |  |
| ------------------- | -- | -- | -- | -- | -- | -- | -- | -- | -- | -- | -- | -- | --- | -- | --- | -- | --- | --- |  |
| فلزهای دیرگداز      |    |    |    |    |    |    |    |    |    |    |    |    |     |    |     |    |     |     |  |
| دیگر فلزهای دیرگداز |    |    |    |    |    |    |    |    |    |    |    |    |     |    |     |    |     |     |  |

فلزهای دیرگداز به دسته‌ای از فلزها گفته می‌شود که در برابر گرما و سایش بسیار سرسخت‌اند. این عبارت بیشتر در زمینهٔ دانش مواد، فلزشناسی و بحث‌های مهندسی کاربرد دارد. ویژگی‌های لازم برای پیوستن یک عنصر به این گروه متفاوت است اما طبق پذیرفته‌ترین تعریف، پنج عنصر از جدول تناوبی به عنوان فلز دیرگداز شناخته می‌شوند که دوتای آن‌ها عبارتند از نیوبیم و مولیبدن از دورهٔ پنجم جدول و سه تای دیگر عبارتند از: تانتال، تنگستن و رنیوم هرسه از دورهٔ ششم جدول. این پنج عنصر در برخی ویژگی‌ها یکسان اند برای نمونه همگی نقطهٔ ذوب بالای ۲۰۰۰ درجهٔ سانتیگراد دارند، سختی آن‌ها در دمای اتاق بسیار بالا است و همگی چگالی نسبتاً بالایی دارند. داشتن نقطهٔ ذوب بالا در بحث فلزشناسی پودر، یا انتخاب روش مناسب برای ساخت و تولید قطعات فلزی، بسیار با اهمیت است. برای نمونه در گزیدن جنس قالب، فلزهای کار در دمای بالا و واکنش‌های شیمیایی قالب و فضای پیرامون با فلز بسیار اثرگذار است. معمولاً به دلیل دمای ذوب بالا، فلزهای دیرگداز، در برابر خزش از خود پایداری نشان می‌دهند.

## تعریف
کلیدی‌ترین ویژگی در تعریف فلزهای دیرگداز، داشتن دمای ذوب بسیار بالا است. یک تعریف دمای ذوب ۲۲۰۰ °C را در نظر گرفته و تعریفی دیگر که گسترهٔ بیشتری را دربر می‌گیرد، دمای ذوب ۱۸۵۰ °C را معیار دانسته است اما در هر دوی این معیارها، هر پنج عنصر نیوبیم، مولیبدن، تانتال، تنگستن و رنیوم جای دارند. در تعریف دوم، ۹ عنصر دیگر تیتانیم، وانادیم، کروم، زیرکونیم، هافنیم، روتنیم، اسمیم و ایریدیم هم این معیار را پوشش می‌دهند. عنصرهای فرااورانیم (عنصرهای بالای اورانیم) که همگی ناپایدارند و در زمین به صورت طبیعی یافت نمی‌شوند و تکنسیم هرگز جزو دستهٔ فلزهای دیرگداز دانسته نمی‌شوند.

## ویژگی‌ها

### فیزیکی
| نام        | نیوبیم           | مولیبدن          | تانتال           | تنگستن           | رنیوم            |
| ---------- | ---------------- | ---------------- | ---------------- | ---------------- | ---------------- |
| دمای ذوب   | ۲۷۵۰ K (۲۴۷۷ °C) | ۲۸۹۶ K (۲۶۲۳ °C) | ۳۲۹۰ K (۳۰۱۷ °C) | ۳۶۹۵ K (۳۴۲۲ °C) | ۳۴۵۹ K (۳۱۸۶ °C) |
| دمای جوش   | ۵۰۱۷ K (۴۷۴۴ °C) | ۴۹۱۲ K (۴۶۳۹ °C) | ۵۷۳۱ K (۵۴۵۸ °C) | ۵۸۲۸ K (۵۵۵۵ °C) | ۵۸۶۹ K (۵۵۹۶ °C) |
| چگالی      | ۸٫۵۷ g·cm−۳      | ۱۰٫۲۸ g·cm−۳     | ۱۶٫۶۹ g·cm−۳     | ۱۹٫۲۵ g·cm−۳     | ۲۱٫۰۲ g·cm−۳     |
| مدول یانگ  | ۱۰۵ GPa          | ۳۲۹ GPa          | ۱۸۶ GPa          | ۴۱۱ GPa          | ۴۶۳ GPa          |
| سختی ویکرز | ۱۳۲۰ MPa         | ۱۵۳۰ MPa         | ۸۷۳ MPa          | ۳۴۳۰ MPa         | ۲۴۵۰ MPa         |

دمای ذوب فلزهای دیرگداز از همهٔ عنصرها به جز کربن، اوسمیم و ایریدیم بالاتر است. دمای ذوب این فلزها تعیین‌کننده اصلی کاربرد آن‌ها است. همهٔ این فلزها از دستگاه بلوری مکعبی برخوردارند به جز رنیم که دستگاه بلوری شش وجهی دارد. ویژگی‌های فیزیکی این عنصرها بسیار متفاوت است چون هر یک از آن یک گروه جدول تناوبی است.
سرسختی دربرابر خزش توانایی مهم فلزهای دیرگداز است. در فلزها، خزش با نقطهٔ ذوب مرتبط است برای نمونه در آلیاژهای آلومینیم خزش از دمای ۲۰۰ °C آغاز می‌شود درحالی که در فلزهای دیرگداز از دمای بالای ۱۵۰۰ °C خزش داریم. این پایداری آن‌ها در برابر تغییر شکل در دمای بالا باعث می‌شود تا در کاربردهایی که نیروهای بزرگ در دمای بالا وارد می‌شود مانند موتور جت یا ابزارهای به کاررفته در آهنگری مورد نیاز باشند.

### شیمیایی
ویژگی‌های شیمیایی این عنصرها گوناگون است چون آن‌ها در مجموع به سه گروه از جدول تعلق دارند اما همگی نسبتاً در برابر اسیدها پایدارند. این فلزها به آسانی اکسید می‌شوند اما این واکنش در یک حجم از فلز، با کاهش سرعت روبرو است چون پس از اکسیدشدن یک لایه از اکسید فلزی پایدار بر سطح فلز پدید می‌آید اما این در رنیوم چنین نیست چون اکسید این ماده، فرار است بنابراین در دمای بالا پایداری آن در برابر یورش اکسیژن خوب نیست چون لایهٔ اکسید فلزی خیلی زود از دست می‌رود و بخار می‌شود.

## کاربرد

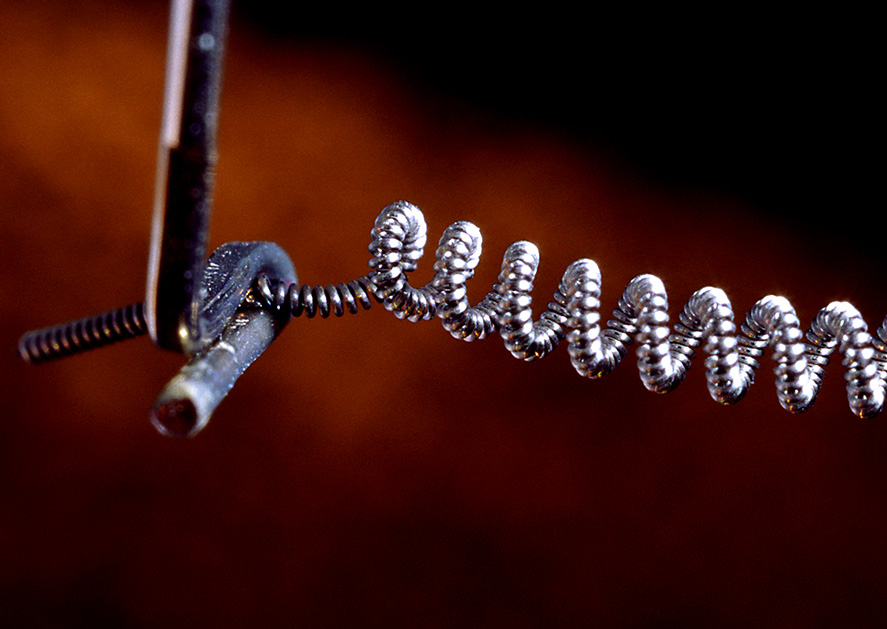
رشته باریکی از فلز تنگستن که در لامپ های رشته ای مورد استفاده قرار می گیرد.

فلزهای دیرگداز در نورپردازی، ابزارها، روان‌سازها، به عنوان آسان‌گر در بدست آوردن نرخ واکنش هسته‌ای در رآکتورها و به دلیل ویژگی‌های الکتریکی شان کاربرد دارند. ابزارهای این فلزها به دلیل نقطهٔ ذوب بالایشان هرگز به کمک قالب بندی و ذوب کردن ساخته نمی‌شوند بلکه در فرایند متالورژی پودر درست می‌شوند به این ترتیب که پودر خالص این ماده فشرده می‌شود و با کمک جریان برق به آن حرارت داده می‌شود سپس با نورد سرد به آن شکل داده می‌شود و به صورت سیم، شمش، میلگرد و برگه در می‌آید.